# Burg Takamatsu
Die Burg Takamatsu (japanisch 高松城, Takamatsu-jō) bzw. Burg Tamamo (玉藻城, Tamamo-jō) befindet sich in Tamamo-chō, Takamatsu, Präfektur Kagawa. Sie war die erste größere japanische Burg, die nicht auf Land, sondern als „Meeresburg“ (海城, umijiro) bzw. „Wasserburg“ (水城, mizujiro) errichtet wurde. Sie zählt neben der Burg Imabari und der Burg Nakatsu zu den „Drei großen Wasserburgen Japans“ (日本三大海城, Nihon sandai umijiro).

## Geschichte
1587 erhielt Ikoma Chikamasa den Ostteil der damalige Provinz Sanuki, worauf im flachen Wasser vor der Küste des heutigen Takamatsu eine Burg errichtete, die 1590 fertiggestellt wurde.
1640 wurde der vierte Fürst, Ikoma Takatoshi, wegen Problemen im eigenen Hause nach Yashima in der Provinz Dewa strafversetzt. 1642 wurde dann Matsudaira Yorishige, ältester Sohn des Tokugawa Yorifusa und Chef des Mito-han sowie Bruder von Mitsukuni, mit der Burg belehnt. Er wurde mit einem Einkommen von 120.000 Koku ausgestattet, was ihm erlaubte, die übernommene Burg zu reparieren und weiter auszubauen – eine Arbeit, die sich bis zur Vollendung des Ushitora-Eckturmes (1677) hinzog.
1884 wurden der Burgturm und weitere Gebäude abgetragen. Erhalten blieb aber der Ushitora-Eckturm im Nordosten und der Tsukimi-Turm, beide sind als Wichtiges Kulturgut Japans registriert.
Die Burganlage ist heute Teil des Tamamo-Parks  (玉藻公園, Tamamo-kōen).

## Die Anlage

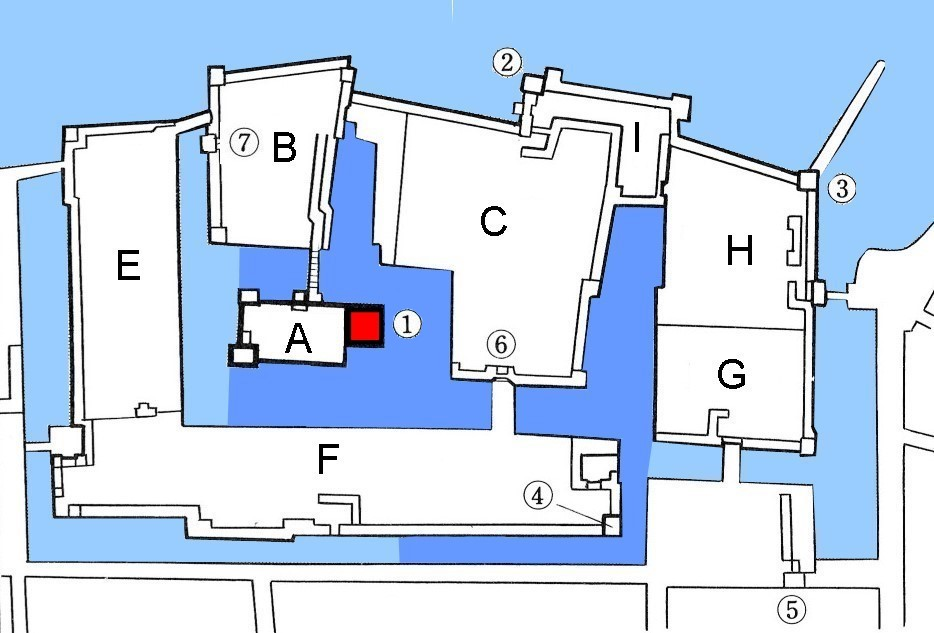
Plan der Burg (s. Text) Vorhandene Wassergräben: Dunkelblau

In der Mitte der am Meer gelegenen Burg befand sich der zentrale Burgbereich (本丸, Hommaru; A) mit dem Burgturm (天守, Tenshu; 1 = rot markiert). Nur von Norden her war dieser Bereich durch eine Brücke vom zweiten Burgbereich (Ni-no-maru; B) erreichbar. Im Westen befand sich durch einen Graben getrennt der dritte Burgbereich (三の丸, San-no-maru; C). 
Dem war im Osten über das Verbindungsstück Shin-Kuruwa (新曲輪; D) der Außenbereich Yonekura-Kuruwa (米蔵曲輪; H) vorgelagert. Diesem schloss sich unmittelbar im Süden da Higashi-no-maru (東の丸; G) an, dass vom Festland über das „Erste Tor“ (一の門, Ichi-no-mon; 5) zugänglich war. – Vom zweiten Burgbereich gelangte man nach Westen über den Kräutergarten (薬園, Yakuen; E) zum sich im Süden anschließenden „Pferde-Auslauf unter Kirschen“ (桜の馬場, Sakura-no-baba; F), der den inneren Burgbereich nach Süden zum Festland hin schützte. 
Von den zahlreichen Wachtürmen (櫓, Yagura) an den Mauerecken sind nur zwei erhalten: der „Mondbetrachtungs-Wachturm“ (月見櫓, Tsukimi-yagura; 2) und der „Nordost-Wachturm“ (艮櫓, Ushitora-yagura; 3), dieser allerdings nicht am ursprünglichen Standort. Der „Trommel-Wachturm“ (太鼓櫓, Taiko-yagura; 4) existiert nicht mehr. – Neben dem „Ersten Tor“ sind noch das „Kirschen-Tor“ (桜門, Sakura-mon: 6) und das „Schwarzeisen-Tor“ (黒鉄門, Kurogane-mon; 7) zu erwähnen.

## Bilder

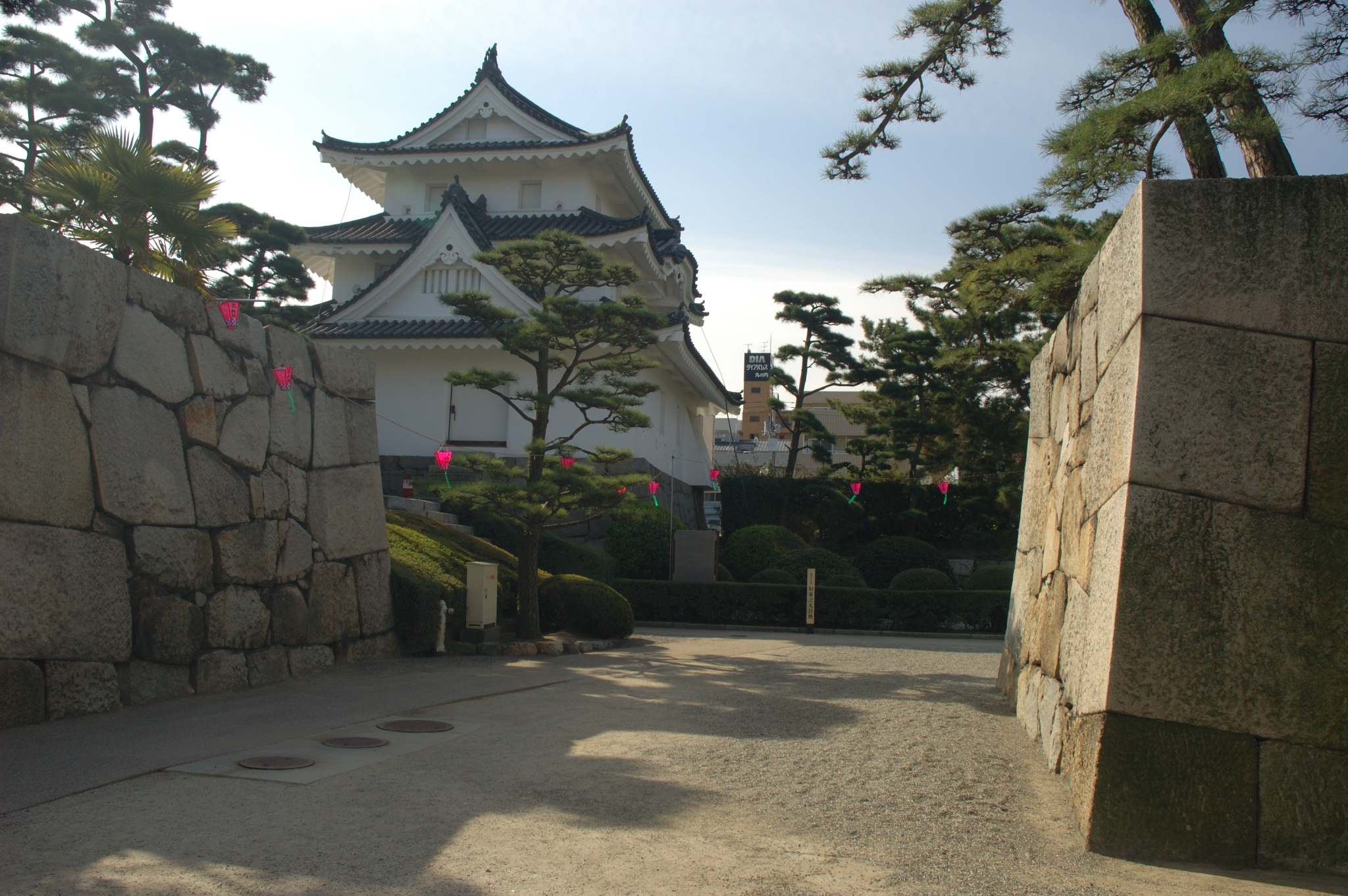
Reste des Asahi-Tores und Ushitora-Eckturm
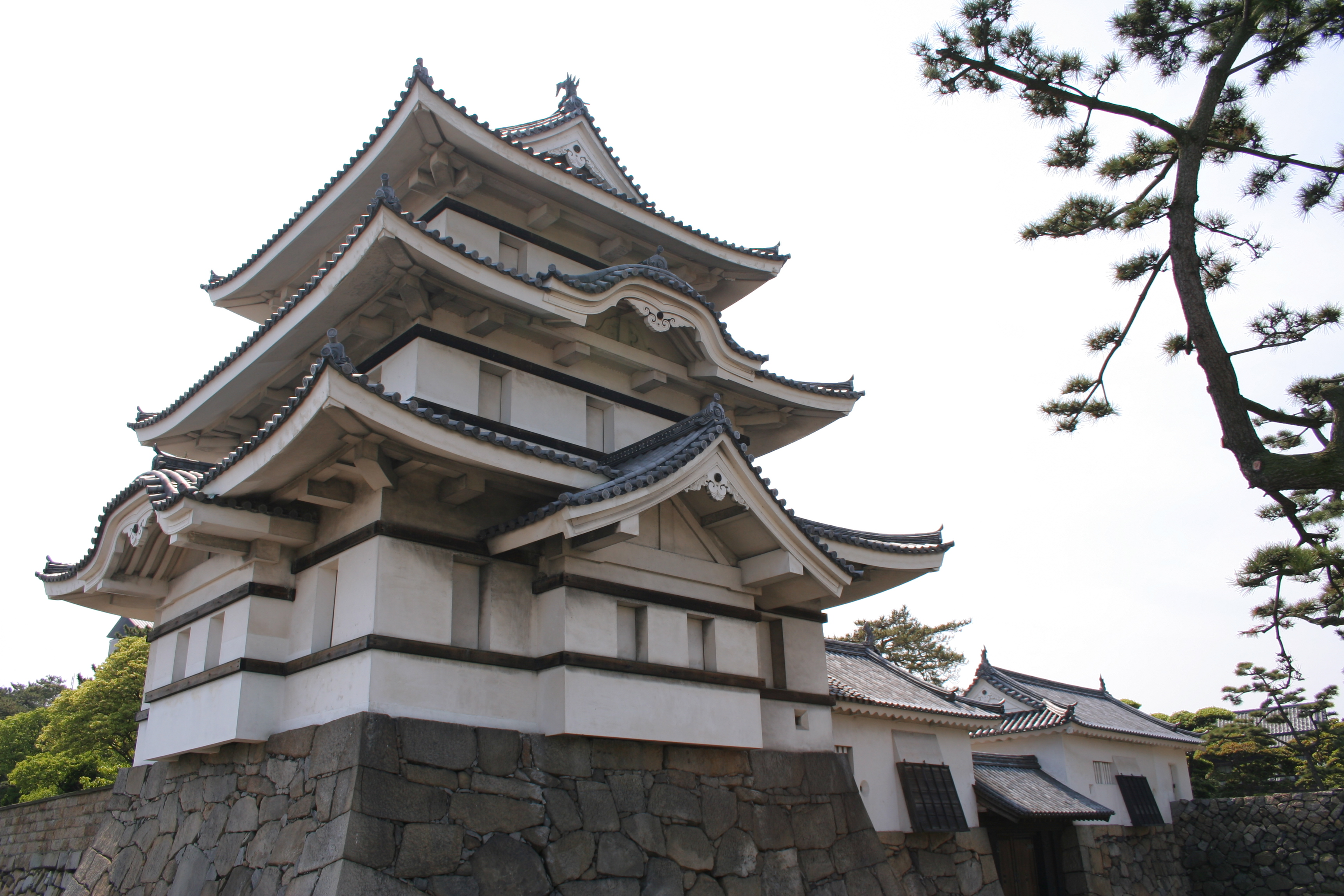
Tsukimi-Eckturm
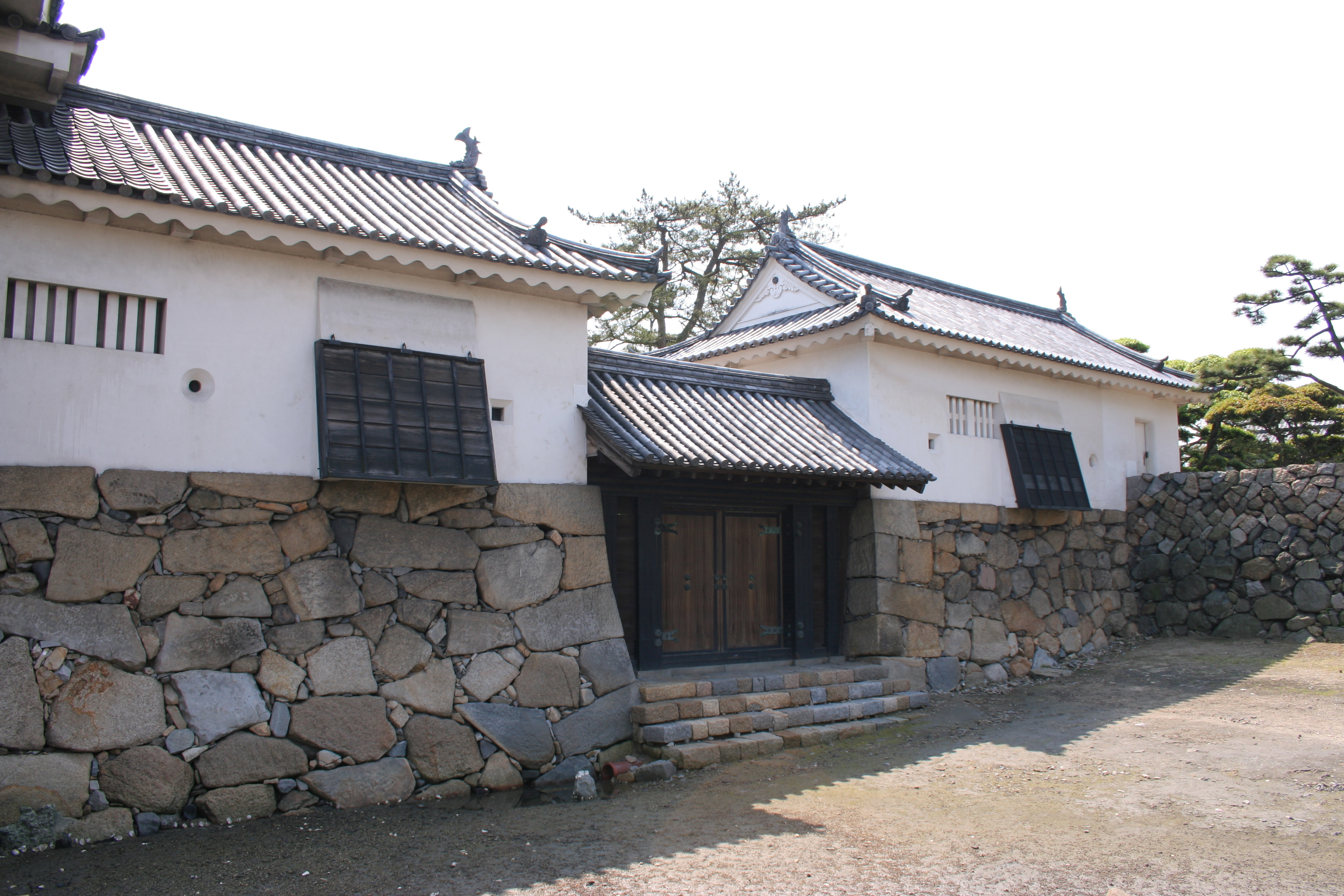
Tor zum Meer neben dem Tsukimi-Eckturm
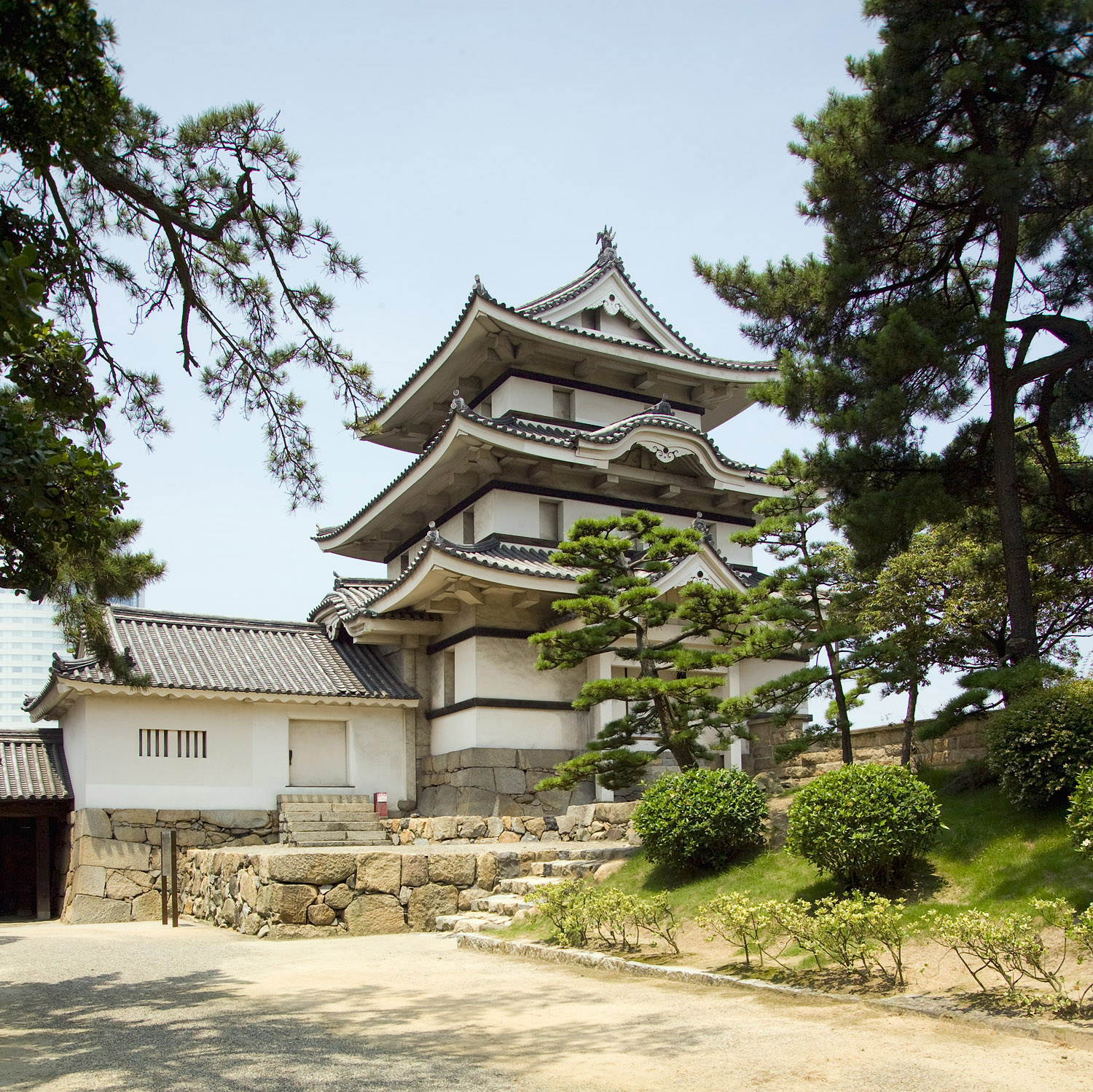
Tsukimi-Eckturm von innen